# مری برنهایم
مری برنهایم (به انگلیسی: Mary Bernheim) (نام میانی هیر؛ ۱۹۰۲–۹۷) یک بیوشیمی دان انگلیسی بود که مدرک دکترای خود را از دانشگاه کمبریج دریافت کرد. در دوران دانشجویی خود، او موفق به کشف آنزیم تیرامین اکسیداز گشت که سپس به مونوآمین اکسیداز (MAO) تغییر نام یافت.
او در سال ۱۹۳۰ عضوی از مدرسین اصلی دانشکدهٔ پزشکی دوک شد، و در ۱۹۶۲ به مقام استادی ارتقاء یافت.
او هم چنین بیش از شصت مقاله را به تألیف درآورده است.